# Murówka stepowa
Murówka stepowa (Conophorus rossicus) – gatunek muchówki z rodziny bujankowatych i podrodziny Bombyliinae. 
Gatunek ten opisany został po raz pierwszy w 1929 roku przez Siergieja Paramonowa. Lokalizacja typowa znajduje się w Armenii.
Muchówka ta osiąga od 5 do 6 mm długości ciała. Głowa jest prawie kulista. Na potylicy, przy dolnym kącie oka u obu płci występuje pęczek włosków wyłącznie czarnych, co odróżnia ją od murówki zieleniejącej. Czułki mają człon pierwszy silnie powiększony i jajowato zgrubiały, drugi znacznie węższy i niewiele dłuższy niż szeroki, zaś trzeci silnie zredukowany, nieco wrzecionowaty, zwieńczony drobną aristą o kolcowatym zakończeniu. W owłosieniu czułków występują wyłącznie włoski czarne. Zagłębienie perystomu sięga nasad czułków. Aparat gębowy ma ryjek tak długi jak głowa i smukłe, mocno owłosione głaszczki. Tułów jest krótki i szeroki. Odwłok jest spłaszczony i szeroki, znacznie szerszy od tułowia, owalny w zarysie.
Owad ciepłolubny, zamieszkujący stepy. Gatunek palearktyczny, znany z Włoch, Polski, Ukrainy, Czech, Słowacji, Węgier, Rumunii, Mołdawii, europejskiej części Rosji, Turcji, Gruzji, Armenii, Azerbejdżanu oraz Iranu.